# Mercedes-Benz F125
Pour les articles homonymes, voir Mercedes-Benz, F et 125 (homonymie).
La Mercedes-Benz F125! concept (F de Forschungsfahrzeug, expérimental, en allemand, et 125 pour 125 ans de la fondation de Daimler-Mercedes-Benz) est une berline concept-car électrique à pile à hydrogène de luxe, du constructeur automobile allemand Daimler-Mercedes-Benz. Elle est présentée au salon de l'automobile de Francfort (IAA) 2011, pour célébrer le 125e anniversaire de l'invention du premier moteur Daimler Type P de 1886 de Daimler-Motoren-Gesellschaft (devenu Daimler-Mercedes-Benz en 1926).

## Histoire
Ce concept-car expérimental de Daimler-Mercedes-Benz est une vitrine technologique de la future gamme Mercedes-Benz Classe S des années 2020, créé par le designer de la marque Gorden Wagener, avec un mélange d'aciers, d’aluminium, de fibre de carbone, et de matière plastique, des portes papillon, et un tableau de bord à affichage numérique 3D... Il succède à la série de concept-cars Mercedes-Benz F100 (1990), Mercedes-Benz F500 (2003), Mercedes-Benz F 700 (2007), Mercedes-Benz F800 (2009).

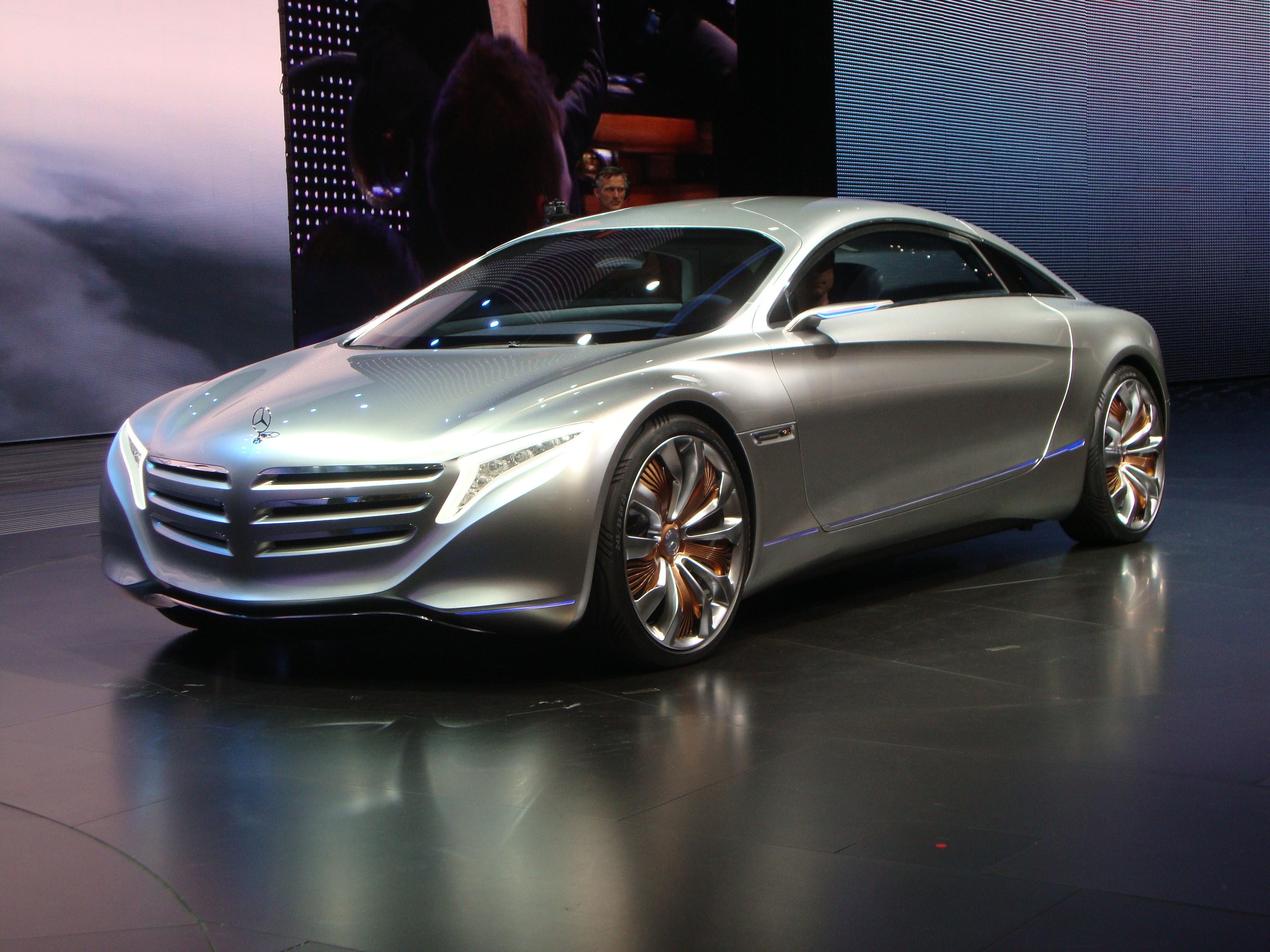
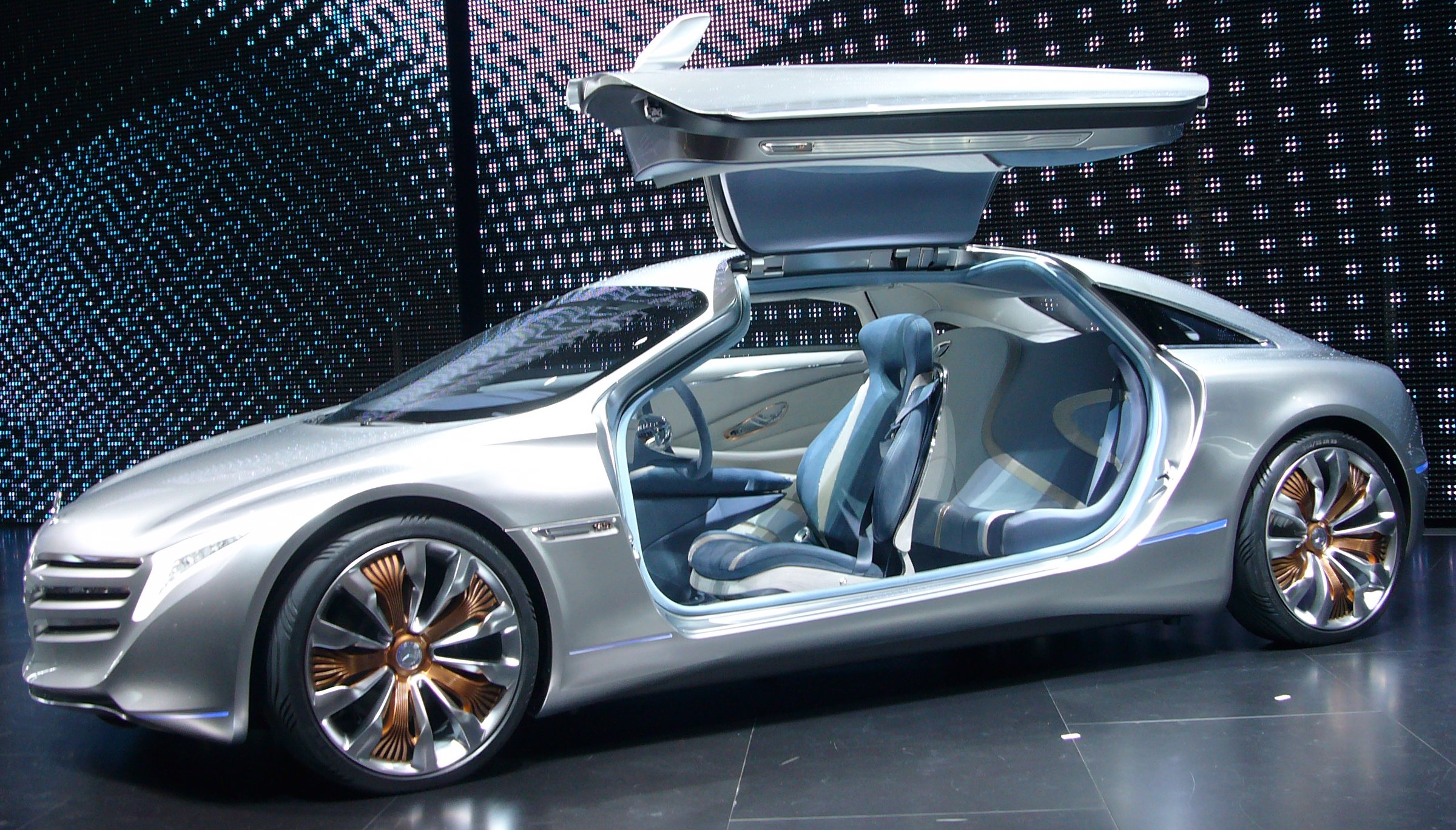

Il est motorisé par quatre moteurs électriques « e4MATIC » (un par roue) de 230 kW-312 ch (50 kW-67 ch à l'avant, et 100 kW-136 ch à l’arrière) pour une vitesse de pointe de 220 km/h, et 0 à 100 km/h en 4,9 s. Les moteurs sont alimentés par accumulateur lithium-soufre de 10 kWh, et par pile à hydrogène (entre les roues avant), avec un réservoir d'hydrogène de 7,5 kg, pour une consommation de 0,79 kg d’hydrogène au 100 km, et une autonomie de 1 000 km.

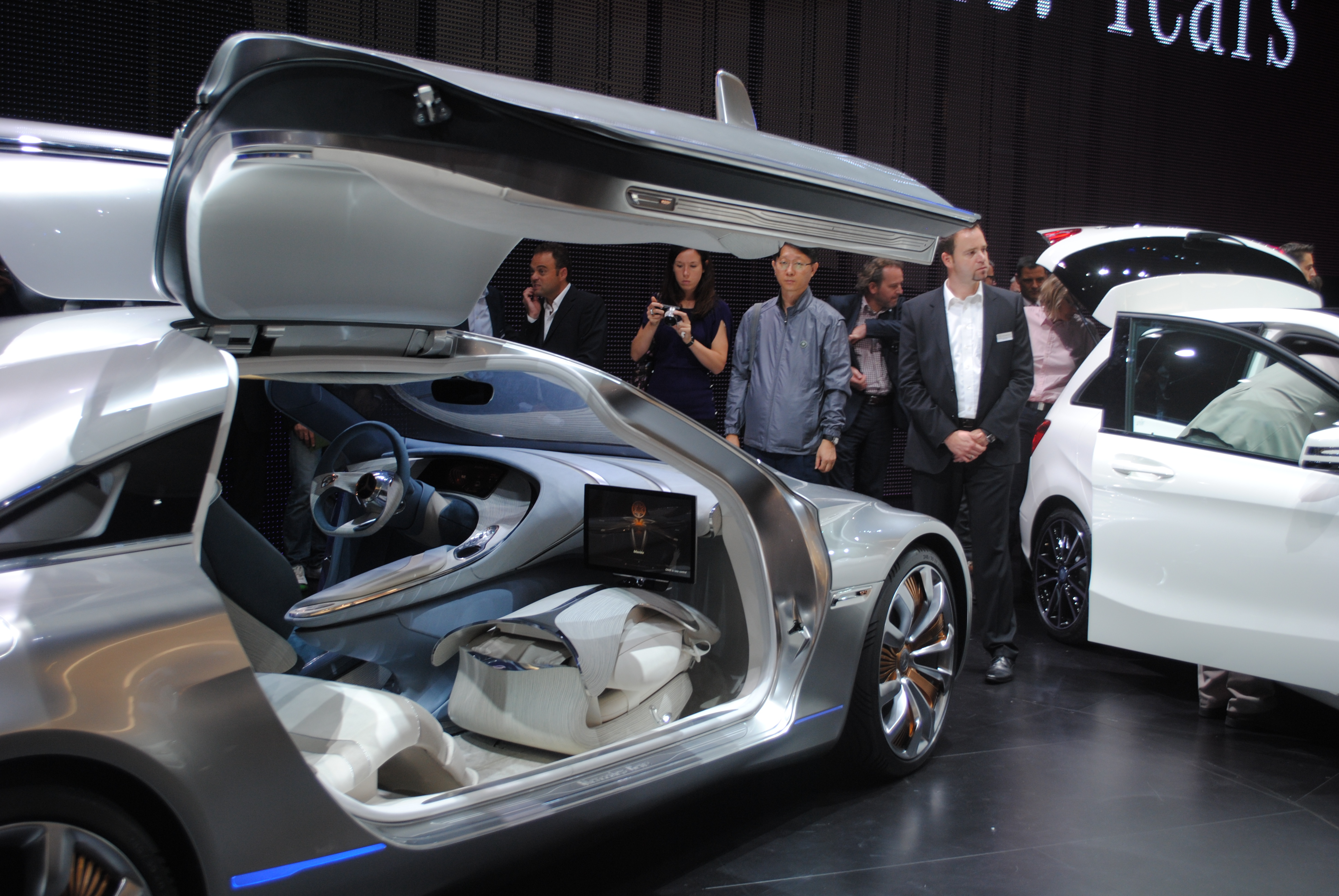
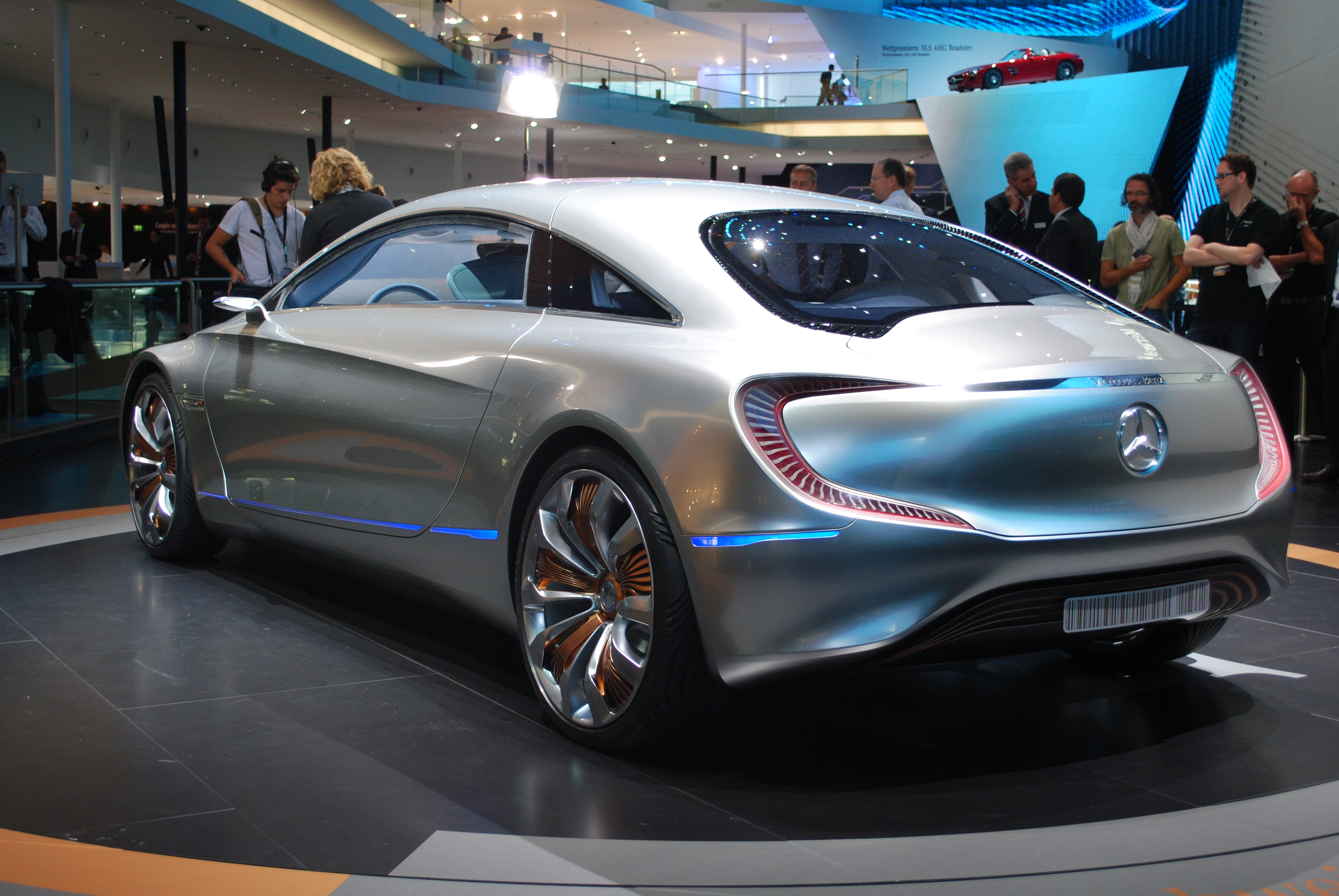

Il inspire entre autres le concept-car Mercedes-Benz Concept IAA de 2015.